# Viriks Herred
Viriks Herred (tysk Wiriksharde) var et herred i middelalderens Nordfrisland i Sydslesvig. Geografisk svarer herredet til den nuværende hallig Langenæs. Indtil stormfloden i 1362 var herredet en del af Strand, som på det tidspunkt endnu var en del af fastlandet. De andre Strandherreder var Beltring, Edoms, Lundebjerg og Pelvorm Herred.
Herrederne på Strand blev også kaldt Femherrederne eller Strandherrederne og tilhørte de frisiske Udlande.
Viriks Herred er nævnt i Kong Valdemars Jordebog fra 1231 som Vvyriksxhæreth sat til 40 mark rent sølv.